# راج شيتي
راج شيتي (بالإنجليزية: Vardaraj Manjappa Shetty)‏ هو شخصية أعمال هندي، ولد في 13 أكتوبر 1960 في Kundapur ‏ في الهند.
ولد شيتي في بلدة صغيرة Kundapur ، بالقرب من أودوبي في 13 أكتوبر 1960، عاش شيتي مع عائلته في مومباي في الجزء الأول من حياته. كانت عائلته تعمل في المطاعم والطعام، وهو أراد الدخول إلى النشاط التجاري ضيافة. بمجرد وفاة والده في عام 1973، عمل من أجل تعليمه. بدأ العمل في سن مبكرة وانتقل إلى دبي عندما كان في الثامنة عشرة من عمره.

## الوظيفي
استثمر شيتي لأول مرة في فندق الراس في ديرة. تحولت الأعمال المربحة. في عام 1997 أطلق مجموعة رامي من الفنادق والمنتجعات والشقق. اعتبارًا من عام 2017، قامت بتشغيل 42 فندقًا وشقة ومنتجعًا في الهند ودبي وأبو ظبي والبحرين ومسقط. فندق Regent Palace هو الفندق الرئيسي للمجموعة. أطلق فندق رامي جراند وسبا، وهو فندق 5 نجوم في البحرين. تمتلك Shetty R-Adda ومومباي Adda ، وهما قاعتان معروفتان جيدًا في مومبي وبنغالور. تعمل الشركة على توسيع سوقها الفاخرة في الهند من خلال ملكية في بيون.
تقدم العروض متوسطة المدى بمفهوم رامي روز، مع مشاريع في أبو ظبي، تشيناي ومومباي. تشارك مجموعة رامي بنشاط في تطوير العقارات، إدارة الفنادق وعمليات التعاقد ووكالات السفر. توظف المجموعة أكثر من 5000 موظف من 15 دولة حول العالم.

## مؤسسة رامي
شيتي هو المؤسس المؤسس لمؤسسة Ramee Foundation و Charitable Trust ، التي تشارك في الأنشطة الخيرية مثل مساعدة المستحقين في مجالات التعليم والطب للمساعدة. يؤمن بـ «التعليم للجميع» الذي يعتقد أنه الحل الوحيد لتحسين مستوى المعيشة لكل فرد.
من خلال مؤسسة رامي، دعم العديد من الطلاب ماليًا لإكمال تعليمهم. واحدة من المساهمات الرئيسية هي بناء كلية الصف الأول في Koteshwara ، Kundapur ، منطقة Udupi. عندما أدرك أنه لا توجد مباني مناسبة لإحدى الكليات الحكومية هناك، قام ببناء مبنى وأعطاه للحكومة. قامت الكلية بتغيير اسمها إلى "Kalavara M. Varadaraja Shetty First Grade College". يدرس حوالي 2000 طالب للحصول على بكالوريوس علوم، بكالوريوس علوم.

## منافذ المأكولات والمشروبات الخاصة
المطاعم التي تديرها المجموعة تشمل:
- روك بوتوم كافيه روكا لاونج (مطعم / صالة يابانية على السطح من فندق رامي جراند)
- Mirchi (مطعم هندي ووجبة سريعة)
- مقهى روكي
- سوق الشرق الأقصى للمأكولات البحرية (مطعم أصيل على طراز الشرق الأقصى مع 18 خزان مياه البحر، يضم الكركند الحي من أستراليا ونيوزيلندا وكندا وعُمان، وسرطان البحر الحي والهامور المحلي الحي)
- مقهى بوليوود

## الجوائز
ظهر شيتي في مجلة فوربس الشرق الأوسط في قائمة أفضل 100 قائد هندي في الإمارات العربية المتحدة، وكبار القادة الهنود في العالم العربي 2014: كبار الملاك.
حصل على العديد من الجوائز، بما في ذلك جوائز جنوب الهند للسفر، جوائز غرب الهند للسفر، جوائز NRI للعام  وجوائز Hotelier Middle East Power 50.